# A Zeppelin (film, 1971)
(A) Zeppelin (eredeti címe Zeppelin) 1971-ben bemutatott angol háborús kalandfilm-dráma, Étienne Périer rendezésében, Michael York, Elke Sommer, Peter Carsten és Anton Diffring főszereplésével. Az első világháború idején játszódó történet egy haditengerészeti Zeppelin léghajóval végrehajtott fiktív német kommandóakcióról szól, melynek célja Nagy-Britannia ősi történelmi alapokmányának, a Magna Chartának elrablása. A forgatókönyv Owen Crump novellája alapján készült. A filmet Panavision és Technicolor technikával rögzítették.

## Cselekmény
Az 1915-ös évben az első világháború nyugati frontján új pusztító fegyver jelenik meg: éjszakánként a német hadvezetés kormányozható léghajóról bombázza a brit városokat. A brit légelhárítás tehetetlen a magasan repülő, láthatatlan ellenséggel szemben. Lázasan fejlesztik az új repülőgépeket, melyek esetleg elérhetik a Zeppelinek repülőmagasságát. A német származású Geoffrey Richter-Douglas a brit hadseregben szolgál főhadnagyi rangban. Egy estélyen megismerkedik a szép Stephanie-val, a németek kémnőjével, aki könnyedén elcsábítja Geoffrey-t és rá akarja venni, hogy ő is kémkedjen szülőhazája, Németország javára, ahol szeretett szülei, családtagjai, rokonai és barátai élnek. Geoffrey, mint lojális brit tiszt, jelenti feletteseinek a beszervezési kísérletet. Meglepetésére Whitney kapitány nem kívánja letartóztatni Stephanie-t, sőt megbízza a főhadnagyot, színleg álljon át, a brit titkosszolgálat megbízásából menjen Németországba, és lopja el a fejlesztés alatt álló új, veszedelmes Zeppelin LZ36-os katonai léghajó terveit. Geoffrey álruhában, katonaszökevényként elhagyja Angliát.
Hamarosan Friedrichshafenben látjuk viszont, ahol találkozik régi barátjával, Altschul professzorral, a tudós feltalálóval, a Zeppelin léghajók tervezőjével, akinek fiatal feleségére, Erikára nyomban szemet is vet. Szülőföldjén, családja és német barátai körében Geoffrey keserűen szembesül azzal, hogy a haza és család iránti lojalitás egyáltalán nem egyértelmű, hanem sokkal bonyolultabb annál, mint amire szökésekor számított. Rövidesen őt is beosztják a frissen elkészült, nagy teljesítményű Zeppelin LZ36 katonai léghajó prototípusának próbaútjára, melyen részt vesz a professzor és a felesége is. A próbaút sikeres, a léghajó olyan magasságokba emelkedik, ahová semmilyen ellenséges repülőgép sem képes követni. Ezután titokban leszállnak egy norvégiai fjordban. Geoffrey hamis mesével elküldi szolgálati helyéről a léghajó rádiósát, és saját titkos brit kódnevét („Zászlókék”) használva jelenti Angliába, hogy az LZ36 Norvégiában tartózkodik. A váratlanul visszatérő rádióst Geoffrey megöli, testét kidobja a léghajóból. Erika rájön, hogy Geoffrey a britek embere, de nem buktatja le, csak a rádiót teszi használhatatlanná. Hirsch ezredes, a vezérkar megbízottja közli, hogy próbaút helyett a léghajó titkos katonai akcióra indul. A professzor tiltakozása ellenére német katonai csapásmérő egység vonul a fedélzetre, Tauntler őrnagy parancsnoksága alatt. Mustárgáz palackokat is hoznak magukkal. A léghajó Skóciába tart, ahol egy erődített kastélyban Nagy-Britannia pótolhatatlan történelmi okmányait, köztük a Magna Chartát őrzik. Ezek elrablása vagy megsemmisítése a németek szerint megtörné a britek erkölcsi tartását és győzelemhez segítené Németországot.
Geoffrey vergődik Anglia iránti lojalitása és Erika iránti érzelmei között. Ő maga is aktívan részt vesz az éjszakai támadásban, amely kis híján sikerrel jár. Geoffrey megsebesül, de sikerül telefonon jelzést küldenie a brit Admiralitásnak. A brit parancsnokság katonákat és repülőgépeket küld a helyszínre. A sötétségben kialakuló kaotikus csatában a felszálló Zeppelin megsérül, nem tud elég magasra emelkedni, az üldöző brit harci gépek utolérik és tűz alá veszik. A légicsatában mindkét fél súlyos veszteségeket szenved. A léghajóból minden súlyt kidobnak, még az elesett tisztek és katonák holttestét is. A sebesült Tauntler őrnagy maga ugrik a halálba, hogy mentse a léghajót. Átmenetileg egérutat nyernek, de a sérült burkolatú léghajó folyamatosan veszíti a töltőgázt, és holland parti vizekre zuhan. Geoffrey, Erika és néhány túlélő katona kilábal a partra, a Zeppelin felrobban. A brit miniszterelnök flegmán fogadja a hírt: „Remélem, jól tudnak úszni…”

## Főbb szereplők
| Szerep                                                                           | Színész           | Magyar hangja (1. szinkron, 1978) | Magyar hangja (2. szinkron, 1997) |
| -------------------------------------------------------------------------------- | ----------------- | --------------------------------- | --------------------------------- |
| Geoffrey von Richter-Douglas főhadnagy                                           | Michael York      | Szakácsi Sándor                   | Stohl András                      |
| Christian Altschul professzor                                                    | Marius Goring     | Szabó Sándor                      | Várkonyi András                   |
| Erika Altschul, a professzor felesége                                            | Elke Sommer       | Földi Teri                        | Udvarias Anna                     |
| Alfred Tauntler német őrnagy                                                     | Peter Carsten     | Láng József                       | Papp János                        |
| Johann Hirsch német ezredes                                                      | Anton Diffring    | (n. a.)                           | Rosta Sándor                      |
| Von Gorian német korvettkapitány, léghajóparancsnok                              | Andrew Keir       | (n. a.)                           | Szélyes Imre                      |
| Whitney brit kapitány                                                            | Rupert Davies     | (n. a.)                           | Izsóf Vilmos                      |
| Stephanie Ross német kémnő                                                       | Alexandra Stewart | (n. a.)                           | Papp Györgyi                      |
| Anderson                                                                         | William Marlowe   | (n. a.)                           | Bozsó Péter                       |
| Sir Reginald „Blinker” Hall admirális, a brit haditengerészeti felderítés főnöke | Richard Hurndall  | (n. a.)                           | Rudas István                      |
| Brit miniszterelnök                                                              | Ronald Adam       | (n. a.)                           | Palóczy Frigyes                   |
| A léghajó rádiósa                                                                | Frazer Hines      | (n. a.)                           | (n. a.)                           |

## Történelmi háttér

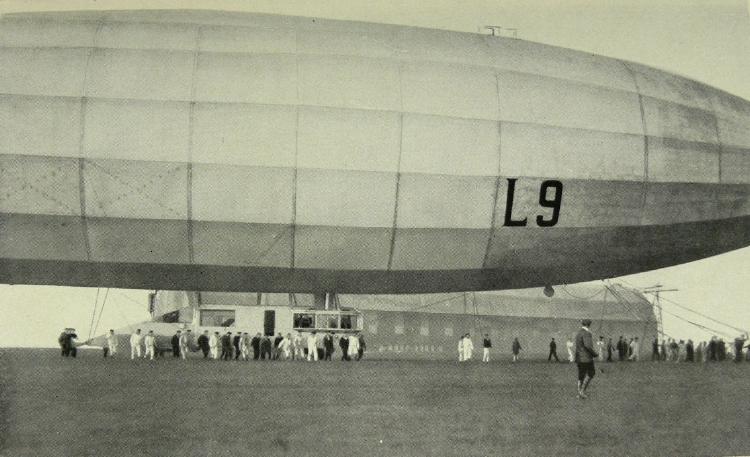
Az LZ36/L9 haditengerészeti léghajó fényképe (1915–1916)

A valóságos LZ36, a Zeppelin gyár 36. léghajója 1915-ben készült el Friedrichshafenben. Törzse 161 méter hosszú volt, gáztöltetét 24 900 m3 hidrogén alkotta. Három darab, egyenként 210 LE (154 kW) teljesítményű Maybach motor hajtotta, 11 tonna hasznos terhet szállíthatott, 23,6 m/s (85 km/h) sebességgel. Próbaútját 1915. március 8-án teljesítette, ezután a Német Császári Haditengerészet kötelékébe került, L9-es hadrendi számmal.
1915 és 1916 folyamán főleg tengeri felderítő repüléseket végzett, brit tengeralattjárók elleni támadásokat hajtott végre. 1915. június 6-ról 7-ére virradó éjszakán Kingston upon Hull kikötőváros ellen hajtott végre légibombázást, amelyben 24 lakos vesztette életét. 1916. szeptember 16-án pusztult el a hangárjában, Hamburg Fuhlsbüttel negyedében, szakszerűtlen hidrogén-töltés miatt kitört tűzvészben.

## További információ
- A Zeppelin a PORT.hu-n (magyarul)
- A Zeppelin az Internetes Szinkronadatbázisban (magyarul)
- A Zeppelin az Internet Movie Database-ben (angolul)
- A Zeppelin a Rotten Tomatoeson (angolul)
- A Zeppelin a Box Office Mojón (angolul)
- Zeppelin (francia nyelven). AlloCiné.fr
- Zeppelin (1970) (német nyelven). Filmdienst.de
- A Zeppelin , 1971 (magyar nyelven). MAFAB.hu